# Tétracarbonyle de nickel
Le tétracarbonyle de nickel, souvent appelé nickel carbonyle, est un composé chimique de formule Ni(CO)4. Il s'agit d'un liquide incolore à jaune pâle parmi les plus toxiques utilisés en milieu industriel, intervenant dans le procédé Mond de purification du nickel ainsi que dans la chimie des organométalliques.

## Structure
Le tétracarbonyle de nickel possède 18 électrons de valence et un atome de nickel à l'état d'oxydation 0. C'est un agrégat atomique à géométrie tétraédrique dans lequel quatre ligands carbonyle CO sont liés à l'atome de nickel par une liaison carbone-métal. Les analyses géométriques par diffraction des électrons ont permis de mesurer la longueur des liaisons Ni–C et C≡O respectivement à 183,8(2) pm et 114,1(2) pm.

## Préparation
La première synthèse du tétracarbonyle de nickel a été réalisée par Ludwig Mond en 1890 par réaction directe de nickel métallique avec le monoxyde de carbone CO. Ce travail de pionnier a éclipsé l'existence de nombreux autres carbonyles métalliques, entre autres ceux de vanadium, de chrome, de manganèse, de fer et de cobalt. Il a trouvé une application industrielle avant la fin du XIXe siècle dans la purification du nickel en faisant circuler du monoxyde de carbone sur du nickel non purifié à 50 °C, le rendement optimal se situant autour de 130 °C.
Le tétracarbonyle de nickel ne se trouve pas facilement dans le commerce ; il est en revanche aisément généré en laboratoire par carbonylation du bis(1,5-cyclooctadiène)nickel qui est, quant à lui, disponible dans le commerce.